# Linda Pétursdóttir
Linda Pétursdóttir (Islândia, 27 de dezembro de 1969) é uma modelo e rainha da beleza da Islândia que venceu o concurso Miss Mundo 1988.
Ela foi a segunda islandesa a vencer este concurso, tendo sido antecedida por Hólmfríður Karlsdóttir em 1985. 

## Biografia
Na época em que participou do Miss Mundo, no site oficial do concurso, em seu perfil ela declarou que trabalhava como recepcionista de hotel. Ela também disse que gostava de nadar e fazer ginástica, que tocava piano e sua ambição era viajar pelo mundo e ser exemplo de uma vida saudável.
Atualmente, em janeiro de 2020, em seu Twitter ela se descreve como "empresária, ativista pelos direitos dos animais e ex-Miss Mundo."

## Miss Mundo 1988
No dia 17 de novembro, em Londres, Linda derrotou outras 83 concorrentes e levou o título de Miss Mundo 1988. 

## Vida após o Miss Mundo

### Vida profissional
Após ser Miss Mundo, ela trabalhou como apresentadora e foi dona de uma academia de ginástica e spa, chamada Baðhúsio (Bath House em inglês), que fechou em 2016. Ela também é ativista pelos direitos dos animais.
Mantém um site, Linda Pe, no qual dá dicas de saúde, bem-estar e moda.

### Vida pessoal
Em 2013, a imprensa britânica publicou fotos de Linda com o apresentador da BBC Jeremy Clarkson, que ela havia conhecido 30 anos antes, quando ele apresentava o programa Motorworld. No entanto, a imprensa garantiu que eles eram apenas amigos.
Em 2016 ela disse que considerava a possibilidade de se candidatar à presidência da Islândia.
Em fevereiro de 2019, o Frettabladid escreveu que ela sofria de artrite reumatóide que havia piorado ultimamente e que ela, inclusive, às vezes não conseguia se vestir sozinha. A publicação também escreveu que ela havia sido aconselhada pelo médico para que fosse morar num lugar mais quente, tendo então se mudado para  a Flórida e depois para a Califórnia, onde reside agora. Neste mesmo ano, ela formou-se em Filosofia, segundo a reportagem.
É mãe-solteira de uma adolescente, chamada Isabella. 

## Curiosidade
Foi eleita pelo Brightside uma das quinze (15) Miss Mundo mais bonitas da história.